# Berlioz (cráter)
Berlioz es un cráter de impacto de 31,44 km de diámetro del planeta Mercurio. Debe su nombre al compositor francés Hector Berlioz (1803-1869), y su nombre fue aprobado por la  Unión Astronómica Internacional en 2013.